# トニーノ・グエッラ
トニーノ・グエッラ（Tonino Guerra, 1920年3月16日 - 2012年3月21日）は、イタリアの脚本家。

## 人物
ミケランジェロ・アントニオーニやフランチェスコ・ロージなどのイタリア映画を中心に、生涯で100本以上の映画脚本を執筆した。また、アンドレイ・タルコフスキーやテオ・アンゲロプロスなどの国外の映画にも携わった。

## 主な作品
- 情事 L'Avventura （1960年） ミケランジェロ・アントニオーニ監督
- 夜 La notte （1961年） ミケランジェロ・アントニオーニ監督
- 太陽はひとりぼっち L'eclisse （1962年） ミケランジェロ・アントニオーニ監督
- 赤い砂漠 Il deserto rosso （1964年） ミケランジェロ・アントニオーニ監督
- ああ結婚 Matrimonio all'italiana （1964年） ヴィットリオ・デ・シーカ監督
- カサノヴァ'70 Casanova 70 （1965年） マリオ・モニチェリ監督
- 欲望 Blow-up （1966年） ミケランジェロ・アントニオーニ監督
- イタリヤ式奇跡 C'era una volta （1967年） フランチェスコ・ロージ監督
- 砂丘 Zabriskie Point （1970年） ミケランジェロ・アントニオーニ監督
- ひまわり I girasoli （1970年） ヴィットリオ・デ・シーカ監督
- 黒い砂漠 Il caso Mattei （1972年） フランチェスコ・ロージ監督
- コーザ・ノストラ Lucky Luciano （1973年） フランチェスコ・ロージ監督
- フェリーニのアマルコルド[2] Amarcord （1973年） フェデリコ・フェリーニ監督
- 親愛なるミケーレ Caro Michele （1976年） マリオ・モニチェリ監督
- ローマに散る Cadaveri eccellenti （1976年） フランチェスコ・ロージ監督
- エボリ Cristo si è fermato a Eboli （1979年） フランチェスコ・ロージ監督
- Il mistero di Oberwald （1980年） ミケランジェロ・アントニオーニ監督
- ある女の存在証明 Identificazione di una donna （1982年） ミケランジェロ・アントニオーニ監督
- ノスタルジア Nostalgia （1983年） アンドレイ・タルコフスキー監督
- そして船は行く E la nave va （1983年） フェデリコ・フェリーニ監督
- カルメン Carmen （1984年） フランチェスコ・ロージ監督
- シテール島への船出 Ταξίδι στα Κύθηρα （1984年） テオ・アンゲロプロス監督
- エンリコ四世 Enrico IV （1984年） マルコ・ベロッキオ監督
- カオス・シチリア物語 Kaos （1984年） パオロ&ヴィットリオ・タヴィアーニ監督
- ジンジャーとフレッド Ginger e Fred （1986年） フェデリコ・フェリーニ監督
- 予告された殺人の記録 Cronaca di una morte annunciata （1987年） フランチェスコ・ロージ監督
- グッドモーニング・バビロン! Good morning Babilonia （1987年） パオロ&ヴィットリオ・タヴィアーニ監督
- 蜂の旅人 Ο Μελισσοκομοσ （1988年） テオ・アンゲロプロス監督
- 霧の中の風景 Τοπίο στην ομίχλη （1988年） テオ・アンゲロプロス監督
- Il male oscuro （1989年） マリオ・モニチェリ監督
- みんな元気 Stanno tutti bene （1990年） ジュゼッペ・トルナトーレ監督
- こうのとり、たちずさんで Το Μετέωρο βήμα του πελαργού （1991年） テオ・アンゲロプロス監督
- 夜ごとの夢/イタリア幻想譚 La domenica specialmente （1991年） ジュゼッペ・トルナトーレ監督
- ユリシーズの瞳 Το Βλέμμα του Οδυσσέα （1995年） テオ・アンゲロプロス監督
- 愛のめぐりあい Al di là delle nuvole （1995年） ミケランジェロ・アントニオーニ、ヴィム・ヴェンダース監督
- エレニの旅 Τριλογία 1: Το Λιβάδι που δακρύζει （2004年） テオ・アンゲロプロス監督
- 危険な道筋 The Dangerous Thread of Things （2004年） ミケランジェロ・アントニオーニ監督
- エレニの帰郷 Η σκόνη του χρόνο （2008年） テオ・アンゲロプロス監督